# 明治神宮野球大会 高校の部 (広島県勢)
明治神宮野球大会高校の部における広島県勢の成績について記す。

## 大会結果
| 大会                 | 代表校                | 試合結果 | 試合結果              | 備考        |
| -------------------- | --------------------- | -------- | --------------------- | ----------- |
| 第5回大会（1974年）  | 崇徳（初出場）        | 1回戦    | ○ 8 - 7 鎌倉学園      | 延長11回    |
| 第5回大会（1974年）  | 崇徳（初出場）        | 2回戦    | ○ 3 - 1 高鍋          |             |
| 第5回大会（1974年）  | 崇徳（初出場）        | 準決勝   | ● 0 - 12 日大山形     |             |
| 第8回大会（1977年）  | 府中東（初出場）      | 2回戦    | ● 4 - 12 東北         | 7回コールド |
| 第12回大会（1981年） | 山陽（初出場）        | 2回戦    | ● 3 - 5 大府          |             |
| 第21回大会（1990年） | 広島工（初出場）      | 1回戦    | ● 1 - 4 大宮東        |             |
| 第30回大会（1999年） | 広陵（初出場）        | 2回戦    | ● 1 - 8 四日市工      |             |
| 第34回大会（2003年） | 広陵（4年ぶり2回目）  | 2回戦    | ○ 10 - 3 二松学舎大付 | 7回コールド |
| 第34回大会（2003年） | 広陵（4年ぶり2回目）  | 準決勝   | ● 4 - 7 愛工大名電    |             |
| 第37回大会（2006年） | 広陵（3年ぶり3回目）  | 1回戦    | ○ 3x - 2 帝京         |             |
| 第37回大会（2006年） | 広陵（3年ぶり3回目）  | 2回戦    | ● 3 - 8 高知          |             |
| 第49回大会（2018年） | 広陵（12年ぶり4回目） | 2回戦    | ● 0 - 9 星稜          | 7回コールド |
| 第52回大会（2021年） | 広陵（3年ぶり5回目）  | 2回戦    | ○ 5 - 3 明秀日立      |             |
| 第52回大会（2021年） | 広陵（3年ぶり5回目）  | 準決勝   | ○ 10 - 9 花巻東       |             |
| 第52回大会（2021年） | 広陵（3年ぶり5回目）  | 決勝     | ● 7 - 11 大阪桐蔭     |             |
| 第53回大会（2022年） | 広陵（2年連続6回目）  | 2回戦    | ○ 6 - 2 東海大菅生    |             |
| 第53回大会（2022年） | 広陵（2年連続6回目）  | 準決勝   | ○ 5 - 0 北陸          |             |
| 第53回大会（2022年） | 広陵（2年連続6回目）  | 決勝     | ● 5 - 6 大阪桐蔭      |             |
| 第54回大会（2023年） | 広陵（3年連続7回目）  | 1回戦    | ● 6 - 7 星稜          |             |
| 第55回大会（2024年） | 広島商（初出場）      | 2回戦    | ○ 3 - 0 東海大札幌    |             |
| 第55回大会（2024年） | 広島商（初出場）      | 準決勝   | ○ 11 - 9 敦賀気比     | 延長11回    |
| 第55回大会（2024年） | 広島商（初出場）      | 決勝     | ● 3 - 4 横浜          |             |